# フランシスコ・バイユー
フランシスコ・バイユー（Francisco Bayeu y Subías、1734年3月9日 - 1795年8月4日）はスペインの画家である。スペイン王カルロス3世の宮廷画家を務め、宗教画や肖像画を描いた。フランシスコ・デ・ゴヤの義理の兄である。

## 略歴
アラゴン州のサラゴサで、外科医の道具や床屋の道具をつくる職人の息子に生まれた。弟のマヌエル・バイユー(Manuel Bayeu y Subías:1740-1809)とラモーン・バイユー（Ramón Bayeu y Subías:1744-1793)も画家になり、妹のホセーファ・バイユー(Josefa Bayeu y Subías:1747-1812)は、フランシスコ・デ・ゴヤと結婚した。
サラゴサで、メルクライン(Juan Andrés Merklein)やホセ・ルザン(José Luzán)に学んだ後、1758年に2年間の奨学金を得てマドリードの王立サン・フェルナンド美術アカデミーに入学したが、2か月後、教授のアントニオ・ゴンサレス・ベラスケス(Antonio González Velázquez)と対立し、美術アカデミーをやめ帰郷した。故郷で装飾画家として修道院や教会の装飾画を描いていた。
1761年にマドリード王宮の改装工事のためにスペインに招かれたアントン・ラファエル・メングスがバイユーの才能に注目し、1762年から王宮の装飾の制作に助手として採用した。その後も王室の仕事をするようになった。1767年に宮廷画家に任じられ、多くの宮殿の装飾画を描いた。ゴヤの最初の支援者の一人で、ゴヤを宮廷に紹介し、1774年に27歳のゴヤはバイユーの妹と結婚し、王立タペストリー工場で働き始めた。
1777年にメングスが病気でローマに戻った後、王立タペストリー工場の監督も含め、メングスのスペインでの仕事を引き継いだ。
1785年にマリアーノ・サルバドール・マエラと王室の美術コレクションの修復を行った。1788年に王立アカデミーの絵画部門の監督になり、1795年に校長となったがその年、病気で没した。

## 作品

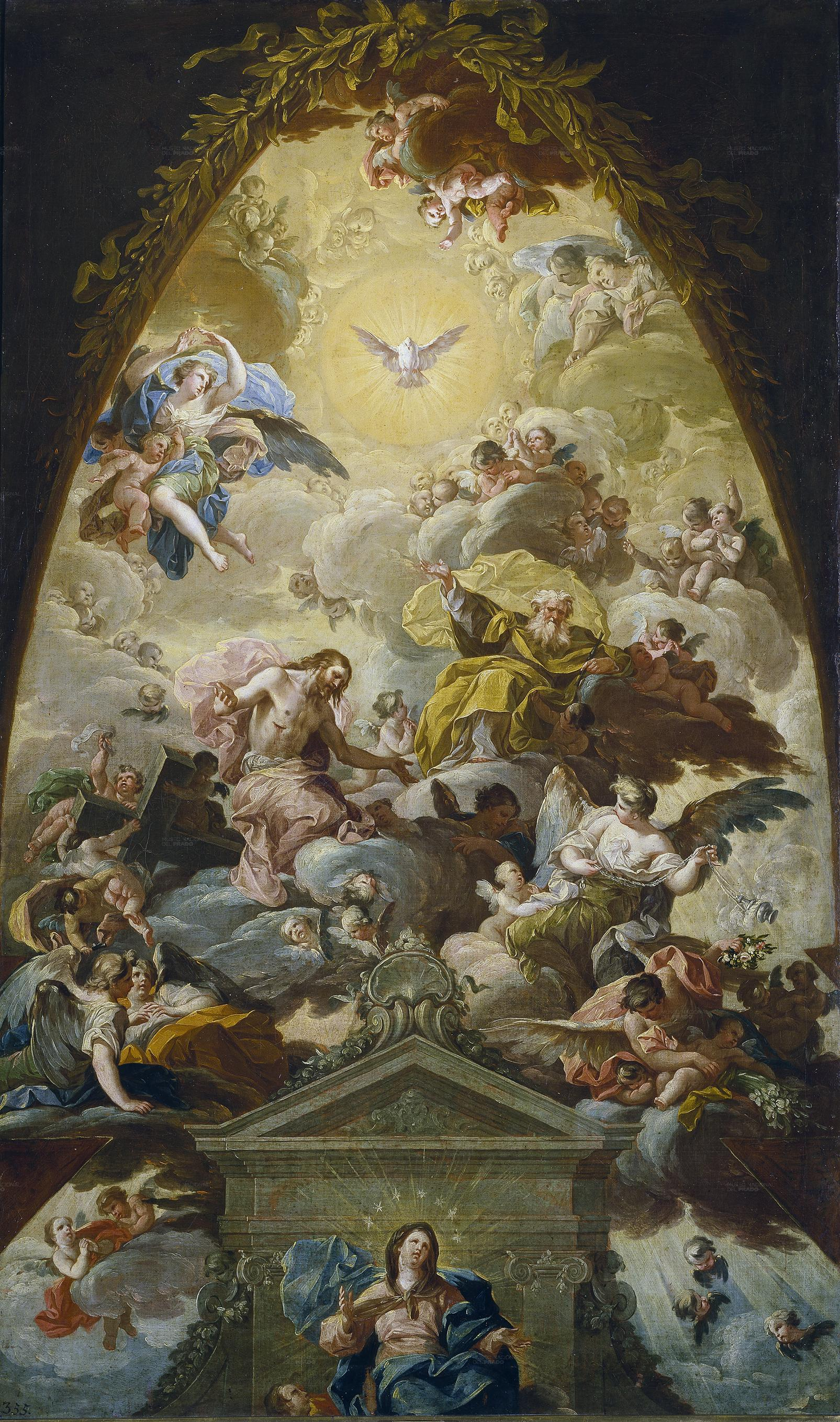
「聖母の被昇天」(c.1760)
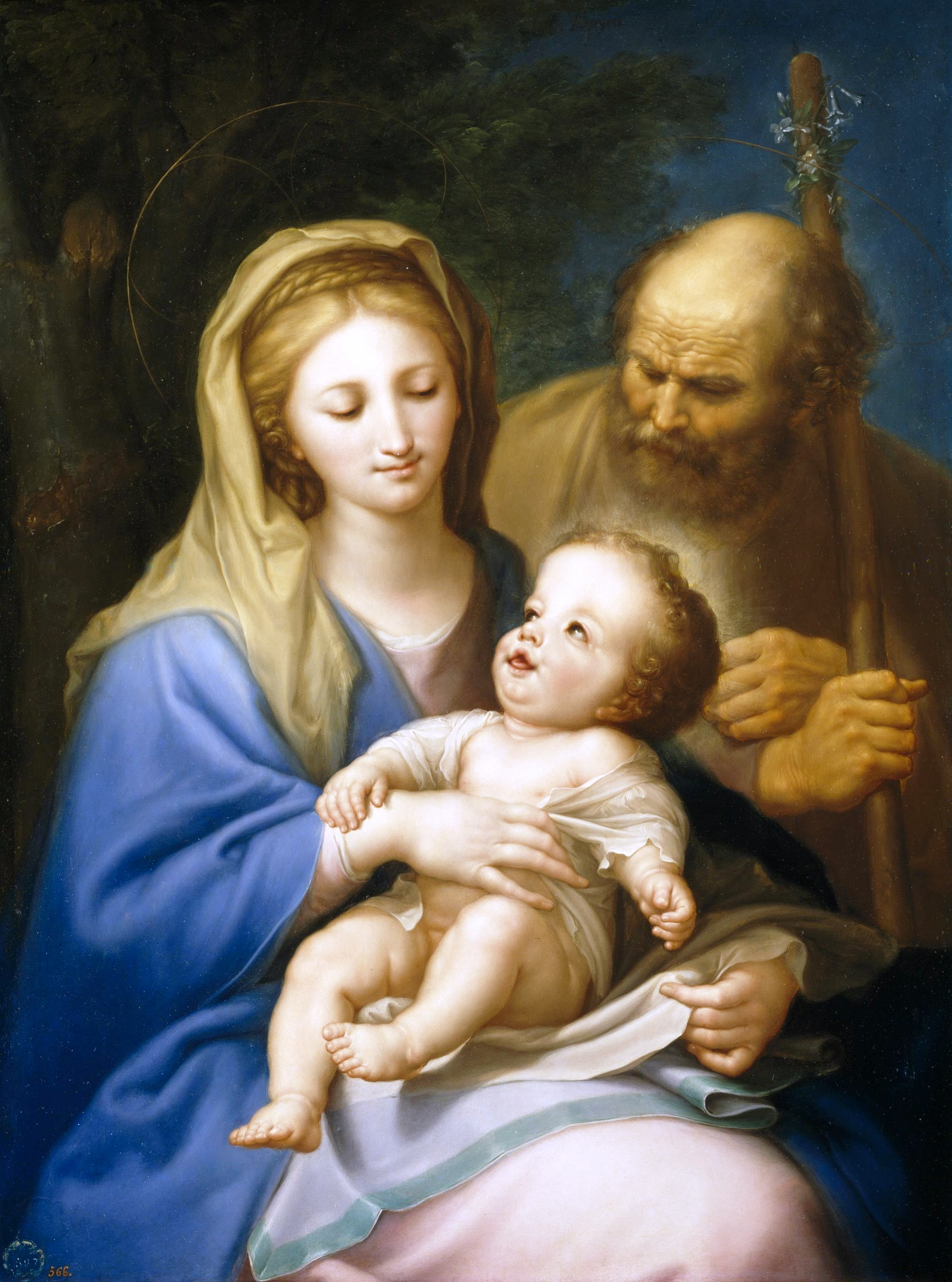
聖家族 (c.1776)
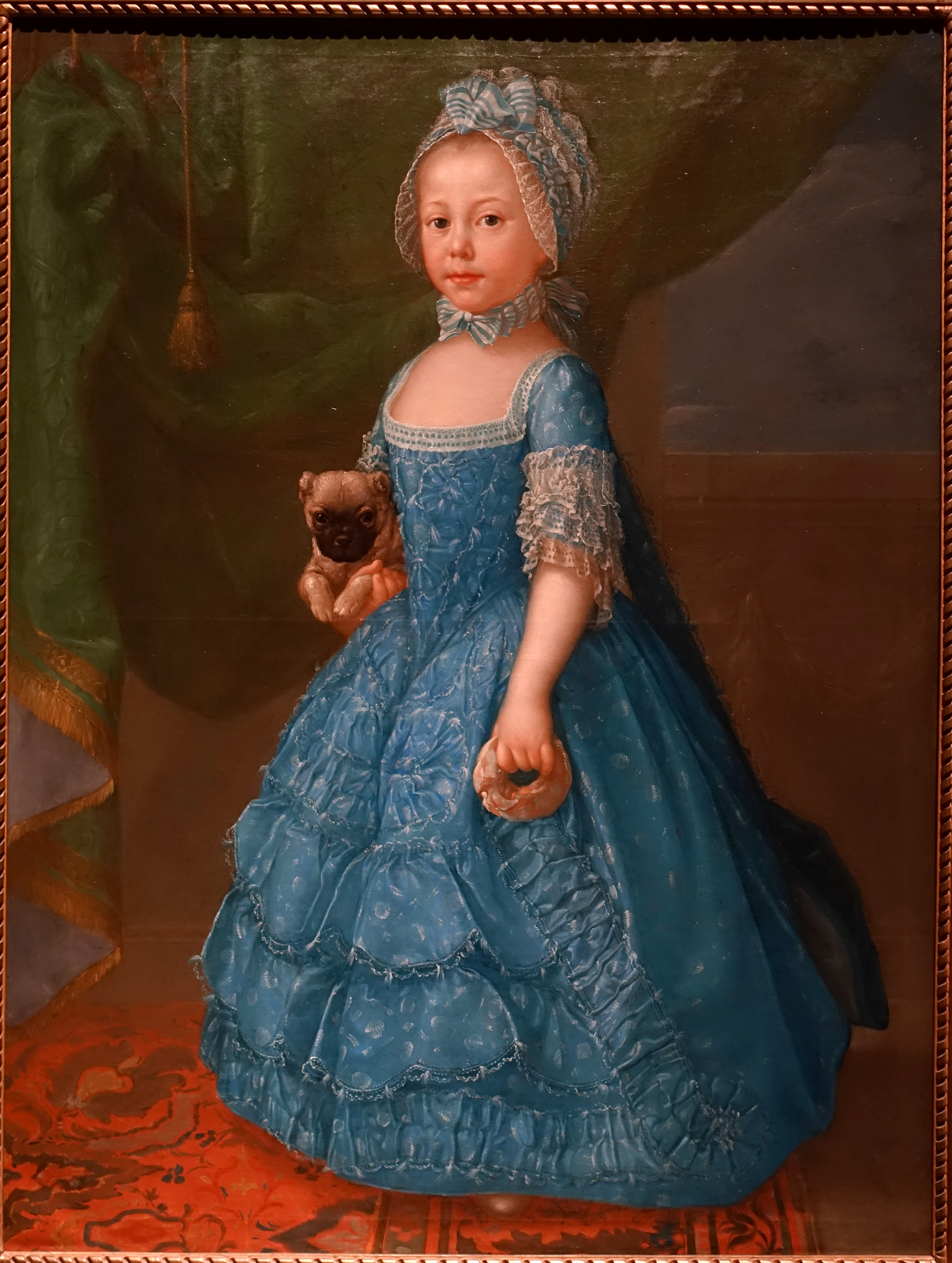
Maria Teresa del Castillo
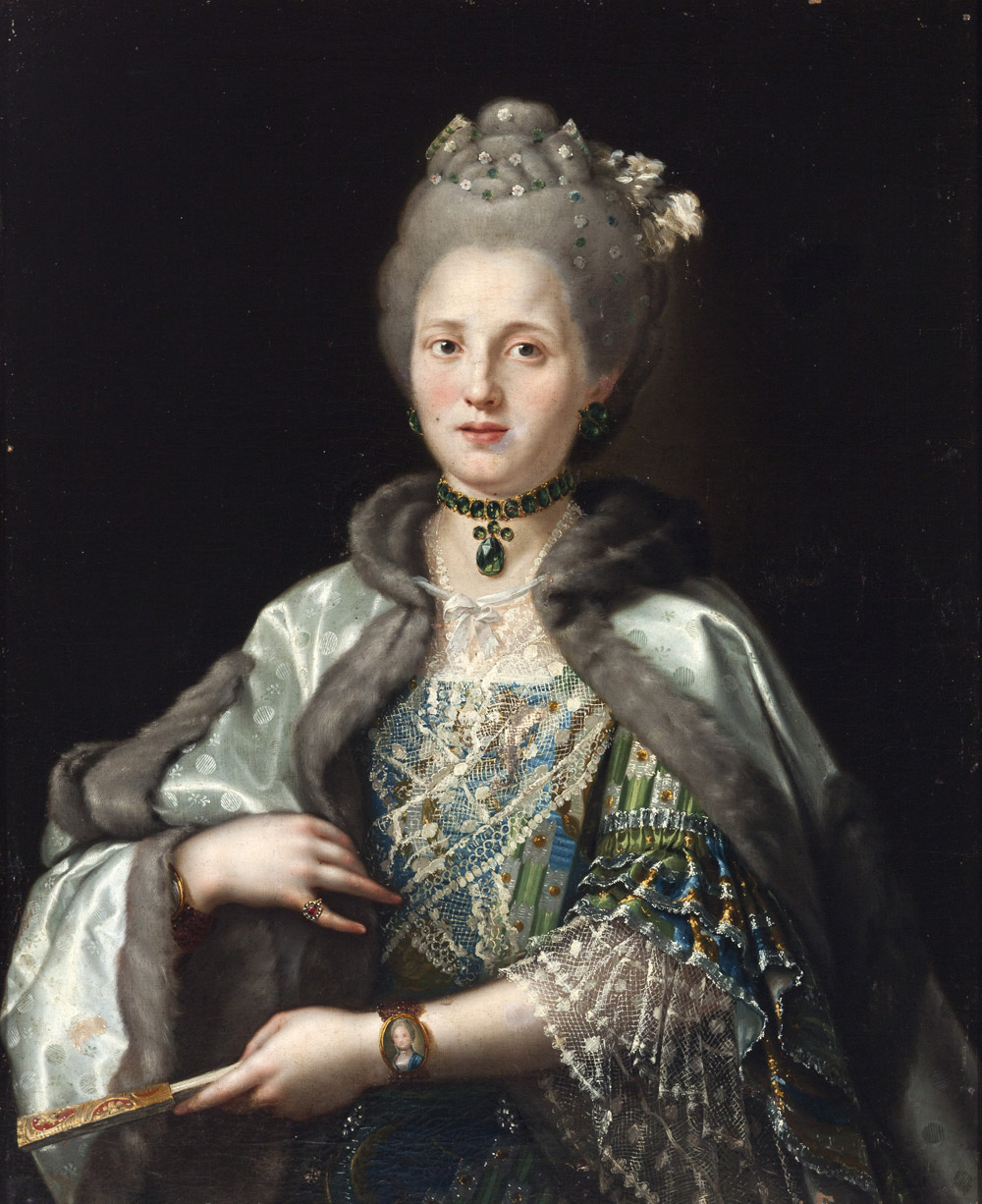
Paula Melzi de Eril